# Viktor Vasziljovics Paszulko
Viktor Vasziljovics Paszulko, ukránul: Вiктор Васильoвич Пасулько, oroszul: Виктор Васильeвич Пасулько (Ilosva, Kárpátalja, Szovjetunió, 1961. január 1. –) kárpátaljai születésű, moldáv és ukrán származású szovjet, ukrán középpályás és csatár, akit kétszer is felvettek a ’’33 legjobb szovjet labdarúgó listájára’’. Kétszeres szovjet bajnok (1987, 1989), nyolcszoros szovjet válogatott labdarúgó és az Eb ezüstérmese (1988). Szovjet sportmester (1984) és nemzetközi sportmester (1986), aki később négy országban is —  Azerbajdzsánban, Kazahsztánban, Németországban és Üzbegisztánban — vezetőedzőként tevékenykedett. Irányításával az Ordabaszi Simkent FK elnyerte a Kazah Kupát és a szuperkupát (2011, 2012). Azt megelőzően pedig Moldovában a nemzeti labdarúgó-válogatott csapat szövetségi kapitánya volt (2002-2005).

## Pályafutása

### Klubcsapatban
Pályafutását a Hoverla Uzshorod csapatában kezdte. 1982 és 1986 között a Csornomorec Odesza játékosa volt. 1987-ben és 1989-ben a Szpartak Moszkva csapatával megnyerte a szovjet bajnokságot. Pályafutása utolsó 10 évét Németországban töltötte.

### A válogatottban
1988-ban 8 alkalommal szerepelt a szovjet válogatottban és 1 gólt szerzett. Részt vett az 1988-as Európa-bajnokságon, ahol döntőt játszottak.

## Sikerei, díjai
Nemzetközi labdarúgó-bajnokságok
- Labdarúgó-Európa-bajnokság
  - ezüstérmes: 1988

 Szovjetunió
- Szovjet labdarúgó-bajnokság (első osztály)
  - bajnok (2): 1987, 1989
  - 4. hely (2): 1984, 1988
  - 8. hely: 1983
- Szovjet kupa
  - negyeddöntős (3): 1984, 1986, 1988
  - nyolcaddöntős (3): 1985, 1987, 1989
- ’’Szovjet sportmesteri cím’’: 1984
- ’’33 legjobb szovjet labdarúgó listája’’
  - 2. számú lista: 1987
  - 3. számú lista: 1985
- ’’Szovjet nemzetközi sportmesteri cím’’: 1986

 Németország
- Német labdarúgó-bajnokság (másodosztály)
  - 6. hely: 1993
  - 11. hely (2): 1991, 1992
- Északi labdarúgóliga
  - 2. hely (2): 1994, 1996
  - 6. hely: 1995

 Kazahsztán
- Kazah kupa
  - kupagyőztes: 2011
- Kazah szuperkupa
  - szuperkupagyőztes: 2012

## Statisztika

### Mérkőzései a szovjet válogatottban
| #  | Dátum             | Helyszín          | Ellenfél      | Eredmény | Kiírás       | Esemény |
| -- | ----------------- | ----------------- | ------------- | -------- | ------------ | ------- |
| 1. | 1988. február 20. | Bari              | Olaszország   | 1 – 4    | barátságos   |         |
| 2. | 1988. március 23. | Athén             | Görögország   | 4 – 0    | barátságos   |         |
| 3. | 1988. március 31. | Nyugat-Berlin     | Argentína     | 4 – 2    | barátságos   |         |
| 4. | 1988. április 2.  | Nyugat-Berlin     | Svédország    | 0 – 2    | barátságos   |         |
| 5. | 1988. április 27. | Nagyszombat       | Csehszlovákia | 1 – 1    | barátságos   |         |
| 6. | 1988. június 1.   | Moszkva           | Lengyelország | 2 – 1    | barátságos   |         |
| 7. | 1988. június 18.  | Frankfurt am Main | Anglia        | 3 – 1    | Eb-selejtező | 73'     |
| 8. | 1988. június 25.  | München           | Hollandia     | 0 – 2    | Eb-döntő     |         |

## Ajánlott irodalom
- Fedák László. Kárpátalja a sporteredmények tükrében (43., 58. és 138. oldal). Ungvár: Karpati (1994) (ukránul)
- Krajnyanica Péter. A kárpátaljai labdarúgás története (93. és 173. oldal). Ungvár: Karpati (2004) (ukránul)
- Mihalina László. Otthon minden kő megsegít... (101. oldal). Vác: Kucsák Könyvkötészet és Nyomda (2011)

## Fordítás
- Ez a szócikk részben vagy egészben  a   Wiktor Pasulko című lengyel Wikipédia-szócikk ezen változatának fordításán alapul.  Az eredeti cikk szerkesztőit annak laptörténete sorolja fel. Ez a jelzés csupán a megfogalmazás eredetét és a szerzői jogokat jelzi, nem szolgál a cikkben szereplő információk forrásmegjelöléseként.